# Saint-Mary-le-Plain
Saint-Mary-le-Plain is een gemeente in het Franse departement Cantal (regio Auvergne-Rhône-Alpes) en telt 159 inwoners (2005). De plaats maakt deel uit van het arrondissement Saint-Flour.

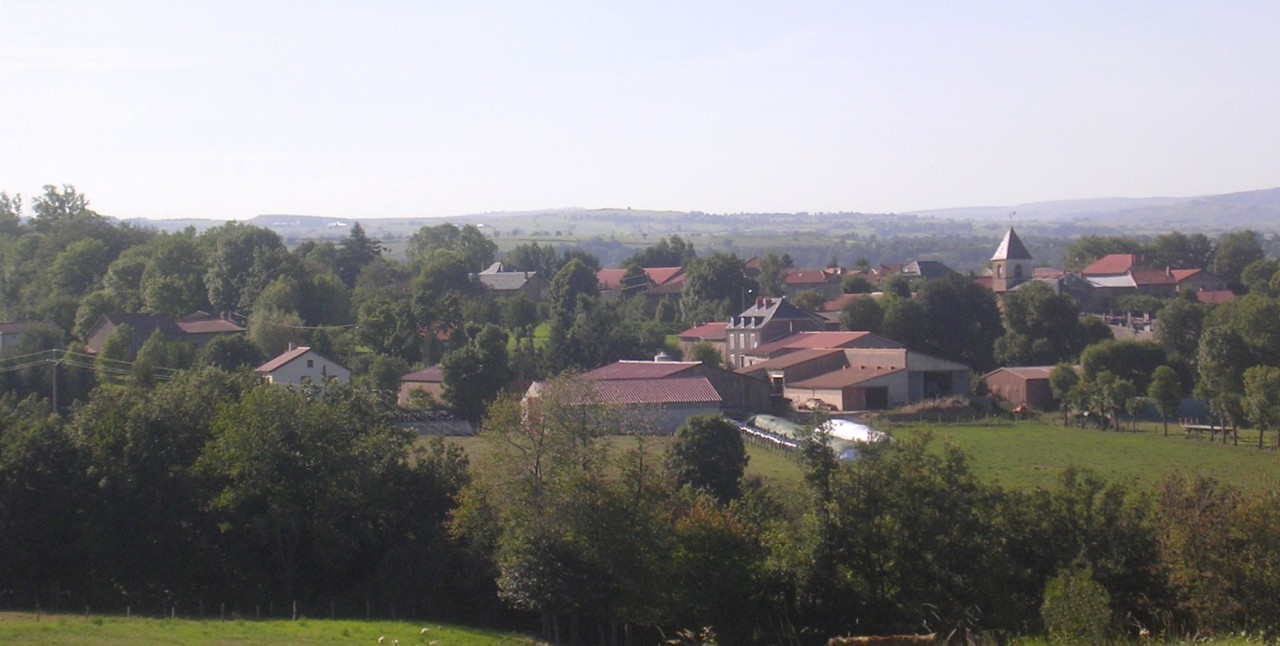
Saint-Mary-le-Plain
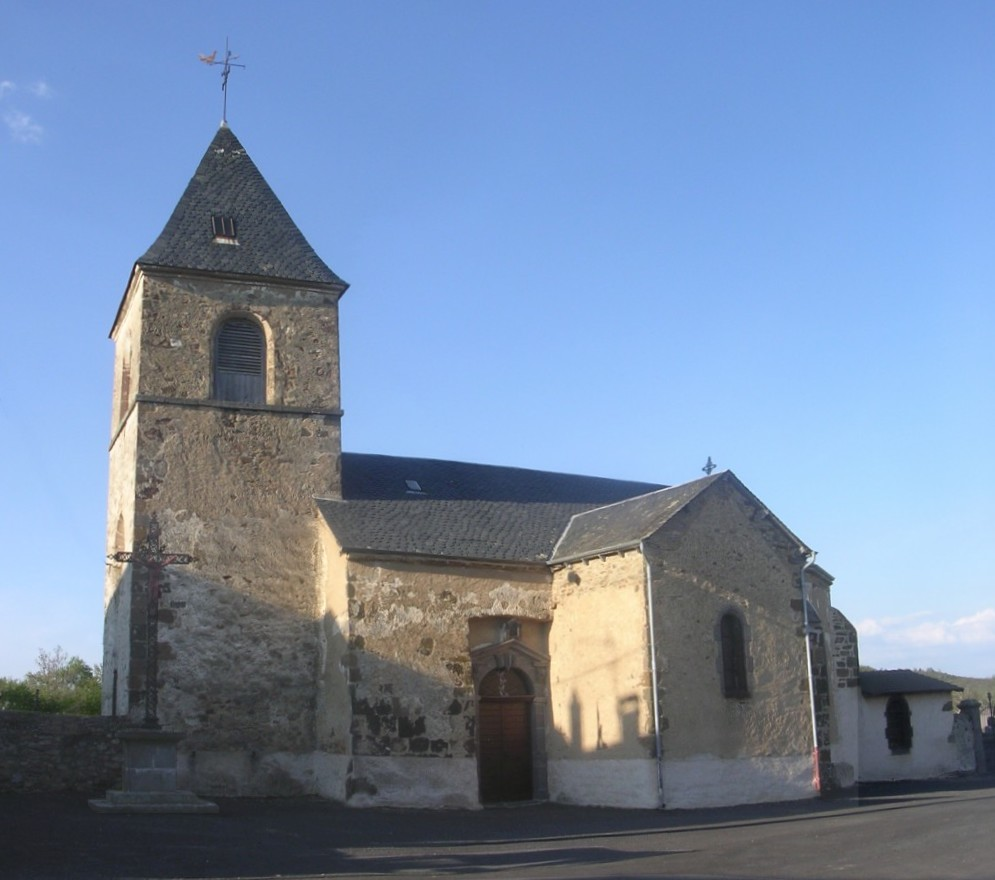
Kerk van Saint-Mary-le-Plain

## Geografie
De oppervlakte van Saint-Mary-le-Plain bedraagt 21,5 km², de bevolkingsdichtheid is 7,4 inwoners per km².
De onderstaande kaart toont de ligging van Saint-Mary-le-Plain met de belangrijkste infrastructuur en aangrenzende gemeenten.

## Demografie
Onderstaande figuur toont het verloop van het inwonertal (bron: INSEE-tellingen).

Vanwege een beveiligingsprobleem met de MediaWiki Graph-software is het momenteel niet mogelijk deze grafiek weer te geven. Zodra de software is bijgewerkt zal de grafiek vanzelf weer zichtbaar worden.